# Madita (Film)
Madita (im Original Du är inte klok, Madicken) ist ein schwedischer Kinderfilm aus dem Jahr 1979 von Göran Graffman. Der Film basiert auf den Büchern von Astrid Lindgren über das Mädchen Madita und ist eine Fortsetzung der  gleichnamigen Fernsehserie.

## Handlung
Die Handlung spielt auf dem Hof Birkenlund (im Original „Junibacken“) im Jahr 1915 in Schweden. Die sechsjährige Madita (im Original „Madicken“) und ihre kleine Schwester Lisabet freuen sich auf das Maifeuer. Ihre Mutter Kajsa hat es Madita verboten, zu diesem Anlass ihre neuen roten Sandalen anzuziehen, doch Madita setzt sich darüber hinweg. Tatsächlich werden die Schuhe bei dem festlichen Anlass stark beansprucht, insbesondere als Maditas aus armen Verhältnissen kommende Klassenkameradin Mia versucht, einen der beiden in das Feuer zu werfen.
Maditas Vater Jonas schlägt seiner Tochter vor, nett zu Mia zu sein, obwohl sie immer so gemein ist. Als Madita in der Schule mitbekommt, dass Mia kein Pausenbrot dabei hat, bietet Madita ihr tatsächlich eines von ihren an, doch Mia erwidert, dass sie lieber Rattengift essen würde. Anschließend fordert Mia Madita heraus, auf dem Dachfirst der Schule zu balancieren. Madita nimmt die Herausforderung an und ist dabei tatsächlich mutiger als Mia. Letztere nutzt jedoch die Gelegenheit, um von der Leiter aus durch ein geöffnetes Fenster die Brieftasche des Schuldirektors zu stehlen.
Am nächsten Tag schenkt Mia allen Kindern in der Schule Pralinen und Albumbilder, nur Madita bekommt nichts von ihr. Mia behauptet, das Geld dafür habe sie von ihrem Vater aus Stockholm bekommen. Inzwischen ist bekannt, dass der Rektor seine Brieftasche vermisst. Ein Junge findet sie auf dem Schulhof und übergibt sie dem Rektor, der schnell herausfindet, dass Mia die Diebin ist. Er beschließt, Mia vor der Klasse mit dem Rohrstock zu bestrafen. Als Madita nach dem ersten Schlag laut „Nein!“ ruft, lässt der Rektor von Mia ab. Maditas Eltern und das Kindermädchen Alva sind entsetzt von der Prügelstrafe des Schulleiters. Abends besucht Mia Madita und schenkt ihr ihre letzten Pralinen.
Madita kommt mit Läusen im Haar von der Schule nach Hause und soll mit Sabadillessig behandelt werden. Madita schlägt vor, auch Mia und ihre kleine Schwester Mattis nach Birkenlund einzuladen, um auch sie von den Läusen zu befreien. Nach der großen Entlausung erzählt Papa Madita und Lisabet, dass sie ein Geschwisterchen bekommen werden. Sie sind sehr aufgeregt und hoffen auf einen kleinen Bruder.
Nachbar Onkel Nilsson, mit dessen Sohn Abbe Madita befreundet ist, will seine Kaninchen vor dem Fuchs beschützen. Doch als er eines Nachts nach Hause kommt, tritt er selbst in das Fuchseisen, das er aufgestellt hat.
Ein Schauflieger kommt in die Stadt. Madita und ihr Vater dürfen mitfliegen. Doch Madita entscheidet, stattdessen Abbe fliegen zu lassen, weil sie weiß, wie sehr er für die Fliegerei schwärmt. Die Gattin des Bürgermeisters überredet ihren Mann, auch einmal mitzufliegen, doch der macht sich beim Looping in die Hose.
Später leidet Abbe unter einer schweren Lungenentzündung. Sein Vater bittet Madita in einem Brief, für Abbe zu beten, und schreibt ihr auch, dass er sich aufhängen werde, wenn Abbe stirbt. Abbe wird aber wieder gesund.
Mutter Kajsa beschließt, die Magd Alva mit auf den Herbstball zu nehmen, was die Bürgermeisterin sehr verärgert. Sie sorgt dafür, dass niemand Alva zum Tanzen auffordert. Doch Madita trifft auf der Veranda zufällig Alvas Schwarm, den Schornsteinfeger. Als sie ihm die Situation schildert, betritt er den Ballsaal und fordert Alva zum Tanz auf – sehr zum Entsetzen der Bürgermeisterin.
Heiligabend wird Maditas und Lisabets Geschwisterchen wird geboren. Es ist doch ein Mädchen geworden.

## Produktion
Seit Kalle Blomquist – sein schwerster Fall (1957) wurden fast alle schwedischen Astrid-Lindgren-Verfilmungen von Olle Hellbom inszeniert. Bei der TV-Serie Madita und dieser direkt nach der ersten Staffel in den schwedischen Kinos veröffentlichte Fortsetzung war Hellborn lediglich Produzent. Regie führte Göran Graffman, der bis dahin vor allem als Theaterregisseur in Stockholm tätig gewesen war. Gedreht wurde größtenteils auf dem Hof Järsta, einige Kilometer außerhalb von Vattholm. Die Stadtszenen wurden in Söderköping gefilmt.
Die Weltpremiere von Madita fand am 13. Dezember 1979 im Spegeln-Kino in Göteborg statt. Einen Tag später wurde der Film im Chinateatern in Stockholm gezeigt. In Deutschland war das Material des Films erstmals im Dezember 1980 im ZDF zu sehen. Es wurde hierfür in vier Fernsehfolgen umgeschnitten und direkt im Anschluss an die ersten sechs Folgen der Fernsehserie ausgestrahlt. Im schwedischen Fernsehen wurde diese TV-Fassung erstmals 1983 gezeigt. Als Spielfilm war Madita in Deutschland erstmals im Dezember 1990 im ZDF zu sehen. In die deutschen Kinos kam er erst im Mai 1994.
In der deutschen Synchronfassung wird Madita von Dorette Hugo gesprochen und ihre kleine Schwester Lisabet von Dorettes jüngerer Schwester Uschi. Es waren die ersten größeren Rollen für die Geschwister Hugo.

## Kritik
Einige Kritiker hoben hervor, dass Madita schärfer als vorherige Lindgren-Verfilmungen soziale Konflikte herausarbeite. Der Film arbeite „mit sozialkritischen Spitzen gegen Standesdünkel und autoritäres Verhalten“.
Andererseits wurde Madita teilweise als zu harmlos und langatmig kritisiert. Der Film zeige das Leben von Maditas Familie als eine „Utopie eines harmonischen Daseins“ und sei im Vergleich zu späteren Lindgren-Verfilmungen „altmodisch-betulich“ und es fehle „gelegentlich an Spannung und Lebendigkeit“.
Die Arbeit von Kameramann Jörgen Persson wurde von einigen schwedischen Kritikern mit Gemälden des Impressionismus oder den Aquarellen von Carl Larsson verglichen. Auch positiv bewertet wurden die schauspielerischen Leistungen. Hauptdarstellerin Jonna Liljendahl wurde als „bezaubernd“ bezeichnet.